# Liste de scriitori grupate pe naționalitate
- Scriitori din Africa de Sud
- Scriitori algerieni
- Scriitori argentinieni
- Scriitori austrieci
- Scriitori azeri
- Scriitori brazilieni
- Scriitori chilieni
- Scriitori chinezi
- Scriitori columbieni
- Scriitori croați
- Scriitori danezi
- Scriitori egipteni
- Scriitori estonieni
- Scriitori francezi
- Scriitori germani
- Scriitori greci
- Scriitori evrei de limbă idiș
- Scriitori indieni
- Scriitori irlandezi
- Scriitori iordanieni
- Scriitori irakieni
- Scriitori israelieni și ebraici
- Scriitori italieni
- Scriitori japonezi
- Scriitori libanezi
- Scriitori libieni
- Scriitori maghiari
- Scriitori marocani
- Scriitori olandezi
- Scriitori palestinieni
- Scriitori polonezi
- Scriitori portughezi
- Scriitori români
- Scriitori ruși
- Scriitori saudiți
- Scriitori sirieni
- Scriitori spanioli
- Scriitori din Statele Unite
- Scriitori sudanezi
- Scriitori suedezi
- Scriitori tunisieni